# Kaka etraby
Kaka etraby (russisch Какинский этрап, Kakinski etrap, wiss. Transliteration Kakinskij ėtrap, auch: Kaakhka District, Каахкинский район, Kaachkinski rajon, Kaachkinskij rajon, persisch شهرستان قهقهه) ist ein Ort und ein gleichnamiger Landkreis (Distrikt) in der Region Ahal welaýaty in Turkmenistan. Häkim des Distrikts ist Eşret Täşliýewiç Täşliýew.

## Geographie
Der Distrikt liegt am Fuße des Kopet-Dag-Gebirges und ca. 6 km nördlich der Grenze zum Iran. 2016 wurden 18.545 Einwohner verzeichnet.
Die nächstgelegenen Orte im Westen sind Arapgala (Арабкала) und Khodzhakala (Ходжакала); im Osten schließt sich Garahan (Карахан) an.

## Geschichte
In der Antike war das Gebiet eine fruchtbare landwirtschaftlich genutzte Eben nördlich des Gebirges Kopet-Dag. Es gibt zahlreiche bronzezeitliche Siedlungen wie Ulug Depe und Abiward.
Im 19. Jahrhundert gehörte das Gebiet zum Tedschenski ujesd (Тедженский уезд) im Sakaspijskaja oblast (Закаспийская область) des Russischen Kaiserreichs.
1918 kam es zu Auseinandersetzungen zwischen Bolschewiki und den Menschewiki, welche von Einheiten der Allied intervention in the Russian Civil War (Иностранная военная интервенция в России, Inostrannaja wojennaja interwenzija w Rossii) unterstützt wurden.
Ab 1930 hieß der Ort Ginsburg (Гинсбург).

## Klima
Das ausgeprägte Kontinentalklima weist hohe Temperaturunterschiede zwischen Tag und Nacht und auch von Jahreszeit zu Jahreszeit auf.